# Hans Hugo Klein
Hans Hugo Klein (* 5. August 1936 in Karlsruhe) ist ein deutscher Rechtswissenschaftler und Politiker (CDU), der von 1983 bis 1996 Richter am Bundesverfassungsgericht war.

## Leben
Klein studierte nach seinem Abitur am Bismarck-Gymnasium Karlsruhe 1954 Rechtswissenschaften in Heidelberg und München, wo er 1957 die Juristische Staatsprüfung und 1958 sein Erstes Juristisches Staatsexamen und 1960 auch seine Dissertation Die Bedeutung des Sachzusammenhangs für die Verfassungsauslegung abschloss, mit der er 1961 promoviert wurde. Danach wechselte er in den Verwaltungsdienst Baden-Württembergs (Regierungsassessor beim Landratsamt und Regierungspräsidium Tübingen), verlor dabei aber die wissenschaftliche Laufbahn nicht aus den Augen, die 1967 zur Habilitation zum Thema Teilnahme des Staates am wirtschaftlichen Wettbewerb bei Ernst Forsthoff an der Universität Heidelberg führte. Im selben Jahr nahm er in Heidelberg seine Lehrtätigkeit auf. 1969 nahm Klein einen Ruf auf eine ordentliche Professur für Öffentliches Recht an die Universität Göttingen an, wo er bis zu seiner Emeritierung 2001 lehrte.
Im Jahr 1970 trat er in die CDU ein, für die er von 1972 bis 1983 dem Deutschen Bundestag angehörte. Er zog 1972, 1976 und 1980 über die Landesliste der CDU Niedersachsen in das Parlament ein und gewann 1983 das Direktmandat im Wahlkreis Göttingen. Von 1982 bis 1983 war er unter Hans A. Engelhard außerdem Parlamentarischer Staatssekretär im Bundesministerium der Justiz.
1983 wurde er als Richter an das Bundesverfassungsgericht berufen. Dort gehörte Klein dem Zweiten Senat des Gerichts an. Zu seinem Ressort gehörten Parteienrecht, das Recht des öffentlichen Dienstes und das Personalvertretungsrecht. Sein Nachfolger wurde Hans-Joachim Jentsch.
Klein ist evangelisch, verheiratet, hat zwei Kinder und lebt in Bovenden.
Während seiner Tätigkeit am Bundesverfassungsgericht wirkte Hans Hugo Klein als Berichterstatter an einer Reihe von bedeutenden Senatsverfahren mit, zum Beispiel an den Entscheidungen über die Neuregelung des Rechts der Kriegsdienstverweigerung,. die angemessene Alimentation von Beamten und die Parteienfinanzierung
Zum Verfassungsrecht vertritt Hans Hugo Klein die Auffassung, dass es sich bei dem Grundgesetz um eine gemischte Verfassung handele. Gemischt sei der demokratische Verfassungsstaat der Bundesrepublik Deutschland, da die Demokratie nicht absolut gelte. Besondere Bedeutung komme dem Konzept der repräsentativen Demokratie zu. Die politischen Parteien seien dabei, trotz der an ihnen oft geübten Kritik, verfassungsrechtlich notwendiger Bestandteil der freiheitlich-demokratischen Grundordnung.

## Schriften (Auswahl)
- Die Bedeutung des Sachzusammenhangs für die Verfassungsauslegung (Dissertationsschrift), Heidelberg: Grosch, 1960.
- Die Teilnahme des Staates am wirtschaftlichen Wettbewerb (Habilitationsschrift), Stuttgart/Berlin/Köln/Mainz: Kohlhammer Verlag, 1968.
- Welche Finanzierung für die Parteien? Sankt Augustin bei Bonn: Konrad-Adenauer-Stiftung, 2000.
- Die Reorganisation des Herzogtums Sachsen-Weimar und Eisenach durch die Konstitution vom 26. September 1809, Heidelberg: C.F. Müller Verlag, 2001.
- Grundrechte am Beginn des 21. Jahrhunderts, in: Detlef Merten und Hans-Jürgen Papier (Hrsg.): Handbuch der Grundrechte in Deutschland und Europa, Heidelberg: C.F. Müller Verlag, 2010–2018.
- Der Jurist Johann Wolfgang von Goethe. Eine Spurensuche in Werk und Wirken, München: Verlag C. H. Beck, 2023.